# 1963-as magyar asztalitenisz-bajnokság
Az 1963-as magyar asztalitenisz-bajnokság a negyvenhatodik magyar bajnokság volt. A bajnokságot február 15. és 17. között rendezték meg Budapesten, a Nemzeti Sportcsarnokban.

## Eredmények
| Versenyszám  | Arany                                                                   | Arany | Ezüst                                                         | Ezüst | Bronz | Bronz |
| ------------ | ----------------------------------------------------------------------- | ----- | ------------------------------------------------------------- | ----- | --- | ----- |
| Férfi egyéni | Berczik Zoltán Vasútépítő Törekvés                                      |       | Faházi János Bp. Vörös Meteor                                 |       | Rózsás Péter Vasútépítő TörekvésKovács Ferenc Bp. Postás                                                                 |       |
| Női egyéni   | Földyné Kóczián Éva Bp. Vörös Meteor                                    |       | Heirits Erzsébet Ferencvárosi TC                              |       | Lukács Attiláné Földgép SKPoór Éva Ferencvárosi TC                                                                       |       |
| Férfi páros  | Berczik Zoltán, Faházi János Vasútépítő Törekvés, Bp. Vörös Meteor      |       | Kovács Ferenc, Harcsár István Bp. Postás, VM Közért           |       | Földy László, Rózsás Péter Bp. Vörös Meteor, Vasútépítő TörekvésJancsó József, Sándor János Bp. Vörös Meteor, BEAC       |       |
| Női páros    | Földyné Kóczián Éva, Heirits Erzsébet Bp. Vörös Meteor, Ferencvárosi TC |       | Lukács Attiláné, Poór Éva Földgép SK, Ferencvárosi TC         |       | Horváth Éva, Séra Judit Ferencvárosi TCFaludi Júlia, Papp Angéla Földgép SK, Statisztika Petőfi SC                       |       |
| Vegyes páros | Faházi János, Földyné Kóczián Éva Bp. Vörös Meteor                      |       | Rózsás Péter, Lukács Attiláné Vasútépítő Törekvés, Földgép SK |       | Berczik Zoltán, Heirits Erzsébet Vasútépítő Törekvés, Ferencvárosi TCKovács Ferenc, Poór Éva Bp. Postás, Ferencvárosi TC |       |